# Evgenija Pavlova
Evgenija Aleksandrovna Pavlova (in russo Евгения Александровна Павлова?; Gur'evsk, 9 luglio 1993) è una biatleta russa.
Dopo il matrimonio con Maksim Burtasov, a sua volta biatleta, ha assunto il cognome del marito e dalla stagione 2021-2022 si è iscritta alle gare come Evgenija Burtasova (in russo Евгения Буртасова?).

## Biografia
Evgenija Pavlova, attiva dalla stagione 2011-2012, ai Mondiali juniores di Presque Isle 2014 ha vinto la medaglia d'oro nella sprint e quella d'argento nella staffetta; in Coppa del Mondo ha esordito il 6 dicembre 2018 a Pokljuka in individuale (31ª) ed ha ottenuto la prima vittoria, nonché primo podio, il 13 gennaio 2019 nella staffetta di Oberhof. Ai successivi Mondiali di Östersund 2019, suo esordio iridato, si è classificata 24ª nella sprint, 9ª nell'inseguimento, 18ª nella partenza in linea, 5ª nella staffetta, 4ª nella staffetta mista e 6ª nella staffetta mista individuale; ai Mondiali di Pokljuka 2021 si è piazzata 51ª nella sprint, 40ª nell'inseguimento, 11ª nella staffetta e 11ª nella staffetta mista individuale e l'anno dopo ai XXIV Giochi olimpici invernali di Pechino 2022, suo esordio olimpico, è stata 77ª nell'individuale. È inattiva in ambito internazionale da quella stessa stagione 2021-2022 poiché in seguito all'invasione russa dell'Ucraina del 2022 gli atleti russi sono stati esclusi dalle competizioni riconosciute dall'International Biathlon Union.

## Palmarès

### Mondiali juniores
- 2 medaglie:
  - 1 oro (sprint a Presque Isle 2014)
  - 1 argento (staffetta a Presque Isle 2014)

### Europei
- 4 medaglie:
  - 4 ori (staffetta mista individuale a Minsk 2019; supersprint a Minsk 2020; individuale, staffetta mista individuale ad Arber 2022)

### Coppa del Mondo
- Miglior piazzamento in classifica generale: 34ª nel 2019
- 2 podi (a squadre):
  - 2 vittorie

#### Coppa del Mondo - vittorie
| Data            | Località   | Nazione  | Specialità                                                       |
| --------------- | ---------- | -------- | ---------------------------------------------------------------- |
| 13 gennaio 2019 | Oberhof    | Germania | RL (con Margarita Vasil'eva, Larisa Kuklina e Ekaterina Jurlova) |
| 24 gennaio 2021 | Anterselva | Italia   | RL (con Tat'jana Akimova, Svetlana Mironova e Ul'jana Kajševa)   |

Legenda:

RL = staffetta